# Škocjan község
Škocjan község (szlovén nyelven: Občina Škocjan) Szlovénia 212 alapfokú közigazgatási egységének, azaz községének egyike a Délkelet-Szlovénia statisztikai régióban. A történelmi Alsó-Krajna régió része. A község központja Škocjan település. A községet 1994 októberében alapították, amikor (abban az időben több település közül elsőként) leválasztották a korábban területileg legnagyobb szlovéniai településről, Novo mesto városi községről.

## A község települései

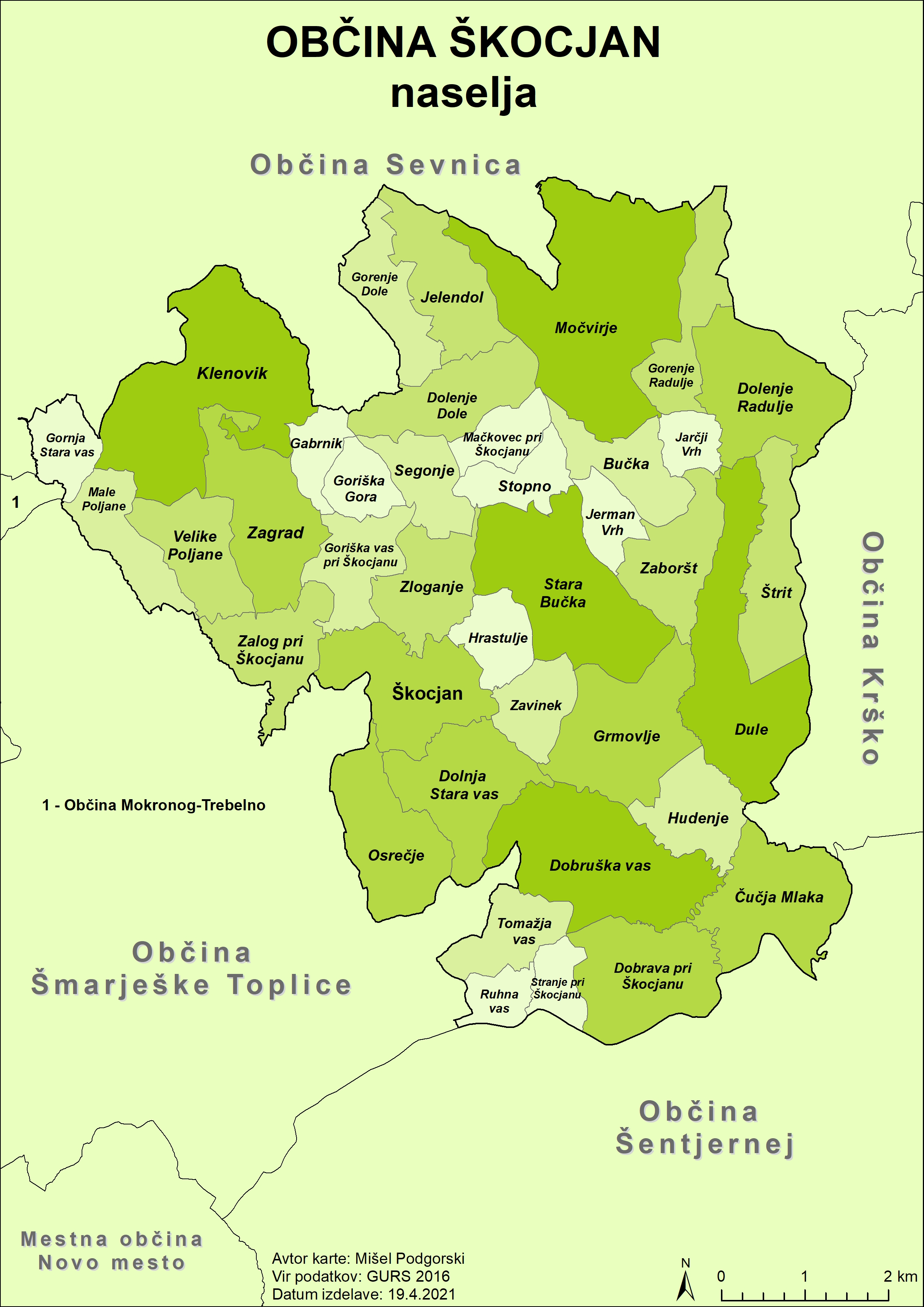
A község települései

A községhez Škocjan székhelyen kívül a következő települések tartoznak:
- Bučka
- Čučja Mlaka
- Dobrava pri Škocjanu
- Dobruška vas
- Dolenje Dole
- Dolenje Radulje
- Dolnja Stara vas
- Dule
- Gabrnik
- Gorenje Dole
- Gorenje Radulje
- Goriška Gora
- Goriška vas pri Škocjanu
- Gornja Stara vas
- Grmovlje
- Hrastulje
- Hudenje
- Jarčji Vrh
- Jelendol
- Jerman Vrh
- Klenovik
- Mačkovec pri Škocjanu
- Male Poljane
- Močvirje
- Osrečje
- Ruhna vas
- Segonje
- Stara Bučka
- Stopno
- Stranje pri Škocjanu
- Štrit
- Tomažja vas
- Velike Poljane
- Zaboršt
- Zagrad
- Zalog pri Škocjanu
- Zavinek
- Zloganje

## Népesség
| Lakosok száma | 3158 | 3223 | 3205 | 3193 | 3223 | 3232 | 3241 | 3259 | 3328 | 3410 |
|               | 2008 | 2009 | 2011 | 2012 | 2013 | 2015 | 2016 | 2017 | 2019 | 2020 |